# Fußball-Club Schönberg 95 e.V.
Fußball-Club Schönberg 95 e.V. é uma agremiação esportiva alemã, fundada a 1 de julho de 1995, sediada em Schönberg, na Mecklenburg-Vorpommern.

## História
O clube tem suas origens no TSG Schönberg, que foi criado como SG Schönberg, em 1945, ao final da Segunda Guerra Mundial e mais tarde jogou como BSG Traktor Schönberg. Em 1962, fundiu-se com o SG Dynamo 1950 Schönberg para formar o TSG Schönberg. O clube atual foi criado a 1 de julho de 1995, quando o departamento de futebol do TSG estabeleceu-se como independente.
A nova equipe iniciou na sétima camada, a Bezirksliga Mecklenburg-Vorpommern na temporada 1995-1996 e começou imediatamente a galgar degraus, chegando à Oberliga Nordost-Nord (IV). O time avançou à Berzirksliga e conseguiu títulos na Landesliga Mecklenburg-Vorpommern (VI), em 1996, e a Verbandsliga Mecklenburg-Vorpommern (V), em 1998. O Schönberg, em seguida, jogou sete temporadas na Oberliga, conquistando um título, em 2003, e feito parte de um play-off de promoção à Regionaliga (III), o qual capitulou diante do FC Sachsen Leipzig.
Ao longo da sua curta existência tem disputado a Pokal Mecklenburg-Vorpommern (Mecklenburg-Vorpommern Cup) aparecendo como finalista, em 1997 e, em seguida, levantando o troféu de 1999 a 2004. O feito levou o Schönberg a disputar a Copa da Alemanha, competição na qual foi eliminado em cada aparição pelas mãos de clubes da Bundesliga, incluindo o Bayern de Munique, em 2000, (derrota por 4 a 0), VfB Stuttgart, em 2001, (derrota por 4 a 2), Hamburger SV, em 2002, (derrota por 6 a 0), Borussia Mönchengladbach, em 2003, (derrota por 3 a 0), e 1. FC Kaiserslautern, em 2004, (derrota por 15 a 0).
O Schönberg vacilou na temporada 2004-2005 e foi rebaixado para a Verbandsliga por uma temporada, mas ganhou o regresso rápido à Oberliga conquistando outro título da quinta divisão. Depois de um sétimo lugar na Oberliga na temporada 2006-2007, o clube decidiu voltar para a Verbandsliga.
No segundo semestre de 2012 foi eliminado na primeira rodada da Copa da Alemanha ao perder por 5 a 0 para o VfL Wolfsburg.

## Títulos
- Bezirksliga Mecklenburg-Vorpommern (VII) Campeão: 1996;
- Landesliga Mecklenburg-Vorpommern (VI) Campeão: 1997;
- Verbandsliga Mecklenburg-Vorpommern (V) Campeão: 1998, 2006, 2009;
- Mecklenburg-Vorpommern Pokal (Mecklenburg-Vorpommern Cup) Campeão: 1999, 2000, 2001, 2002, 2003, 2004;
- NOFV-Oberliga Nord (IV) champions: 2003;